# 因古里河

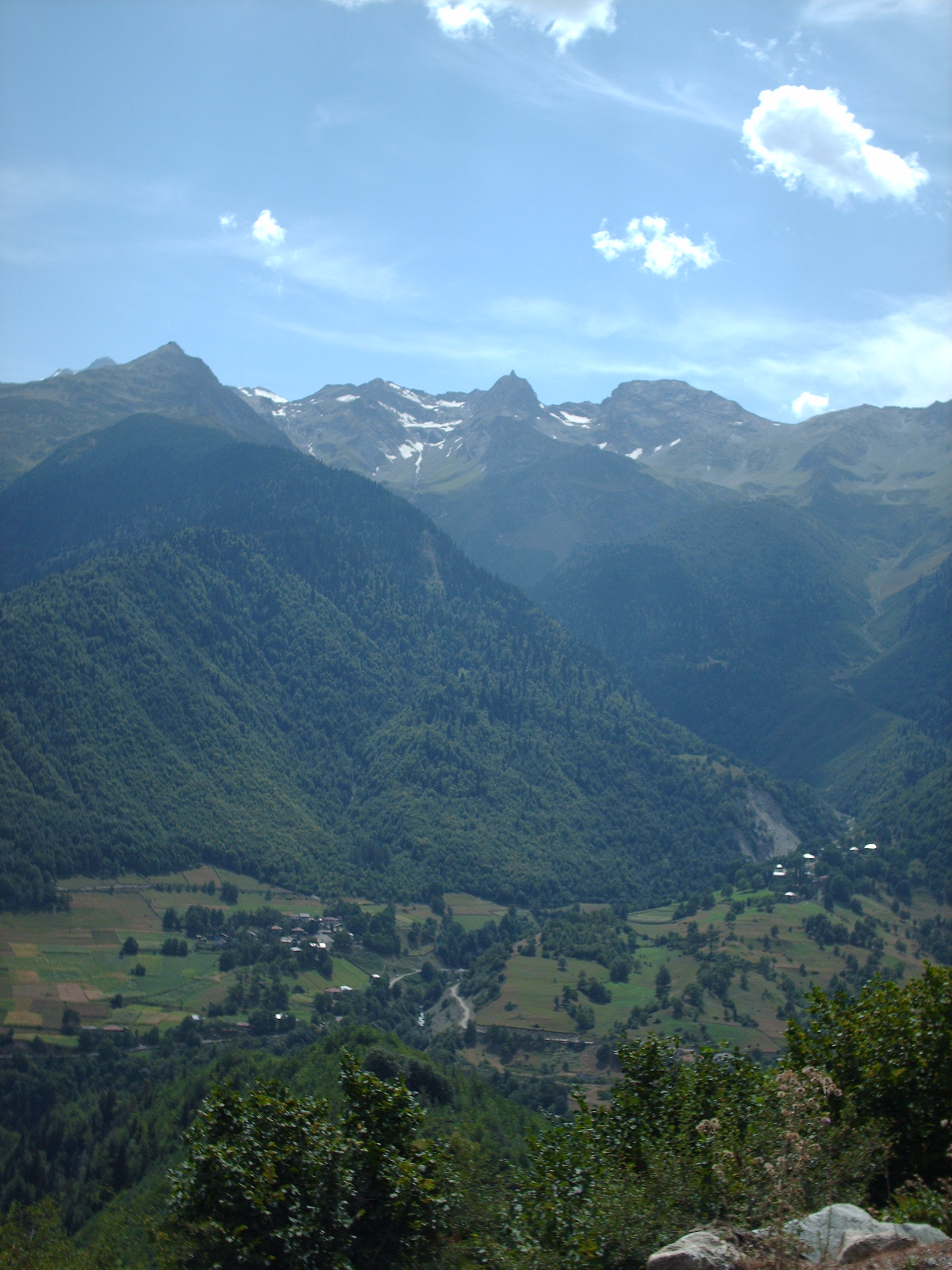

因古里河是西高加索的河流，位於格魯吉亞和阿布哈茲接壤邊境，河道全長213公里，流域面積4,060平方公里，發源自大高加索山脈，雨水主要來自冰川和雨水，最終注入黑海。河上建有英古里壩。

## 外部連結
- Inguri Bridge, the control point between Georgia and Abkhazia （德文）
- Inguri Dam, statistics and photos